# 53843 Antjiekrog
53843 Antjiekrog è un asteroide della fascia principale. Scoperto nel 2000, presenta un'orbita caratterizzata da un semiasse maggiore pari a 2,3593974 UA e da un'eccentricità di 0,0761582, inclinata di 10,03007° rispetto all'eclittica.